# جوزيف ألين شتاين
جوزيف ألين شتاين (بالإنجليزية: Joseph Allen Stein) هو مهندس معماري أمريكي، ولد في 10 أبريل 1912، وتوفي في 14 أكتوبر 2001.